# フォークダンス

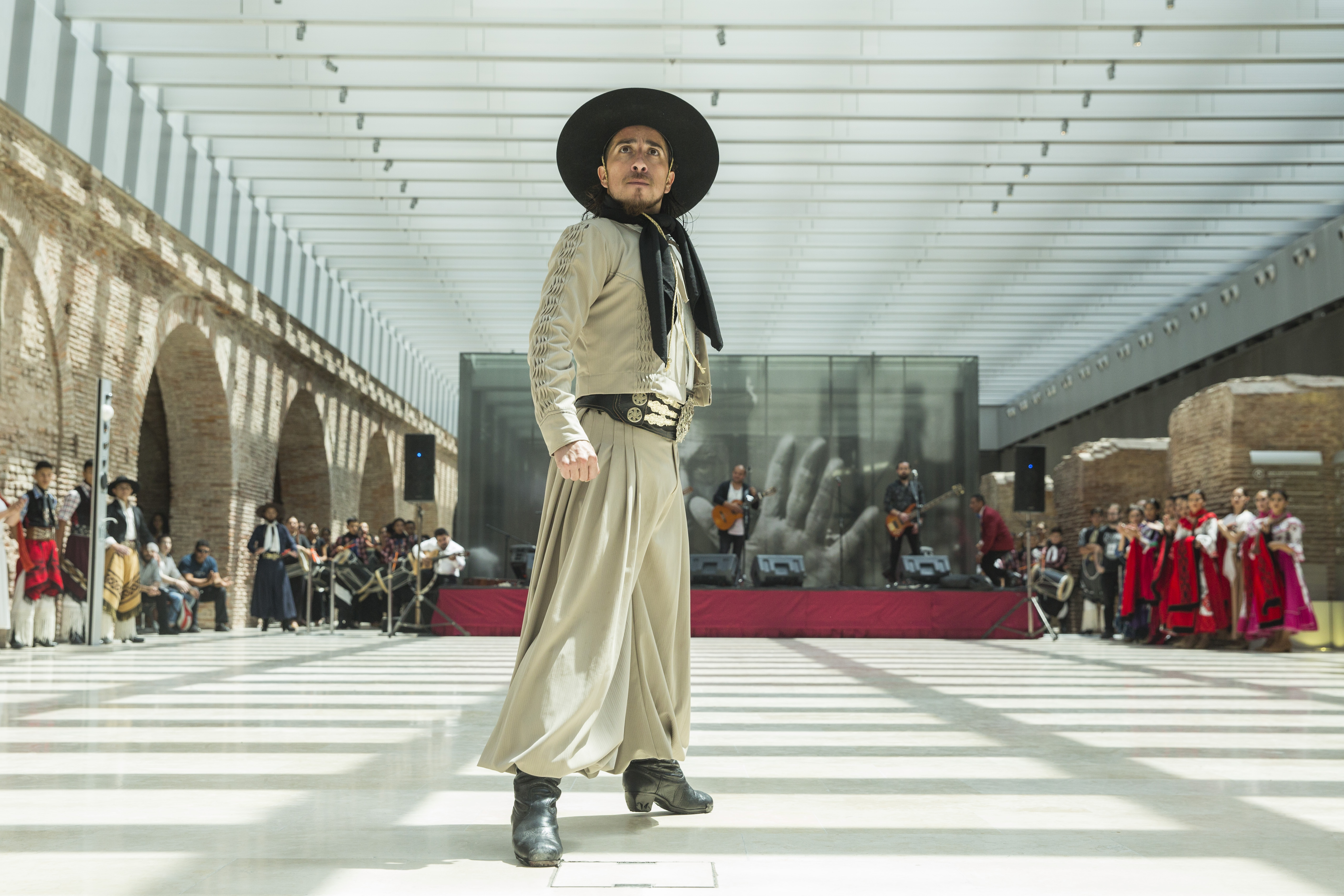
マランボ、アルゼンチンのフォークダンス

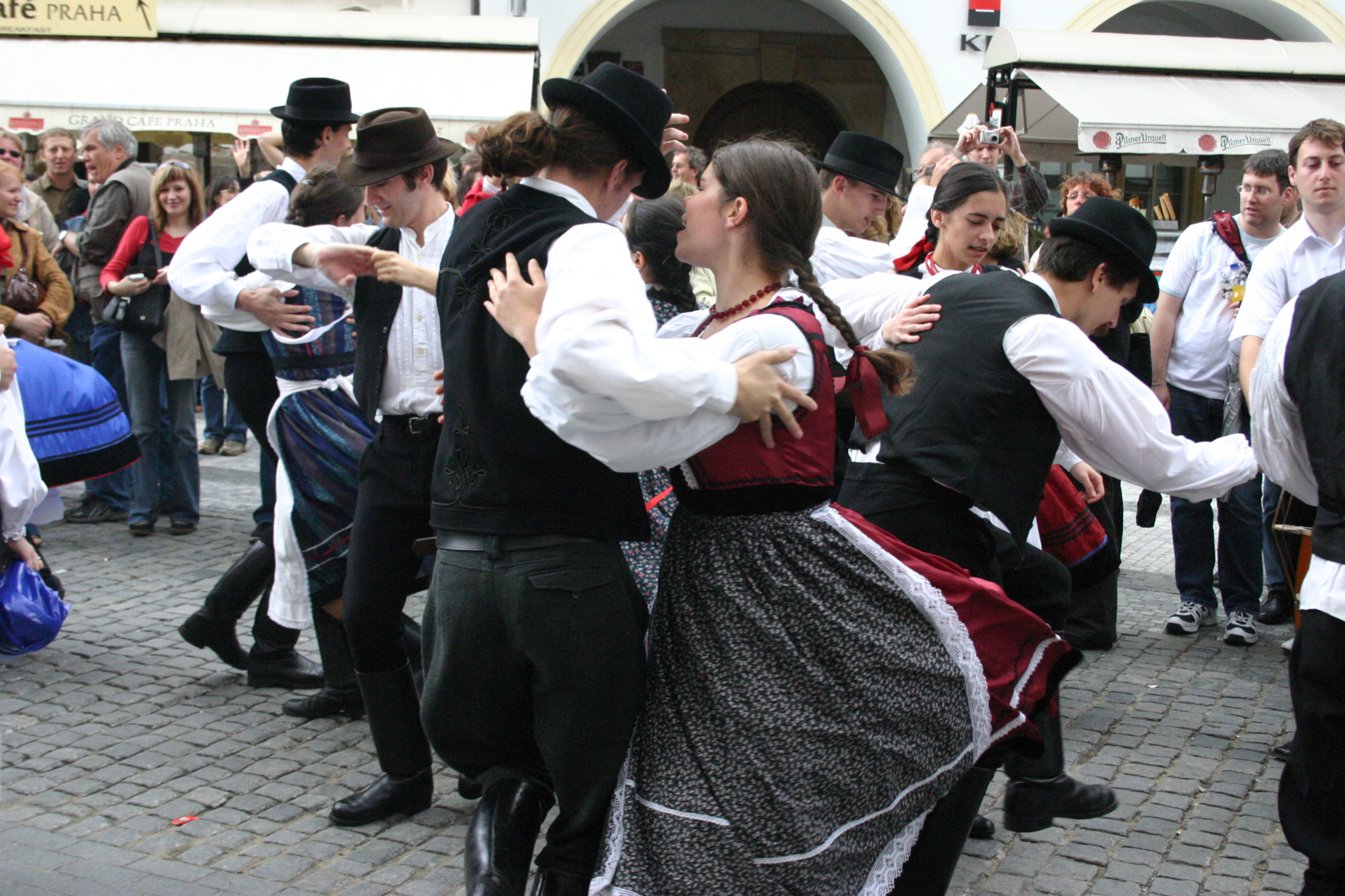
プラハのフォークダンス

フォークダンス（英語：folk dance）は、世界各地で踊られる土着の踊りの総称である。広義には盆踊りや神楽のような日本の踊りも含まれるが、一般的に日本では外国から紹介された踊りを指すことが多い。また、キャンプファイヤーでも使用される。
フォークダンスは民族（民俗）舞踊（舞踏）と訳される。単にフォークダンスといった場合、日本において踊られるものは欧米のものが多く、アフリカ、アジアのものは少ない。現地でのオリジナルに拘る場合にはフォークロアダンスという呼称が用いられる。
日本においてはGHQの占領政策により、戦後普及活動が行われた経緯もあり、米国経由のものが多く踊られている。導入方法で分けると現在日本で踊られているフォークダンスは以下のように分類できる。
1. 米国経由で入ってきたもの。
2. 現地から講師を呼んで導入されたもの。
3. 日本人が外国で学んできたもの。

ポピュラーな楽曲として「マイム・マイム」「藁の中の七面鳥」「ジェンカ」「コロブチカ」などがある。
現地で踊られる踊りにも、踊るために踊る踊りと観客に見せるために振り付けられる踊りがあり、ブルガリア、ハンガリー、ルーマニア、ウクライナ、ロシア等は後者だとの認識が強い。
英国のS.C.D（スコティッシュ・カントリー・ダンス）や米国のスクェアダンス、ラウンドダンスもフォークダンスに含んで扱われる場合もある。
なお、日本で踊られている海外の踊りは3500曲と公表されている。

## 世界各地のフォークダンス

### 極東
日本
- 日本民踊
- 日本舞踊
- 新舞踊

朝鮮
- 農楽

中国
- ヤンガー

インドネシア
- ケチャ
- サンヒャン・ドゥダリ
- ペンデッ
- レゴン

フィリピン
- バンブーダンス（ティニクリン）

インド
- オリッシー
- バングラ

### 中東
イスラエル
- クレズマー
- デブカ

トルコ
- カシク
- ゼイベク
- セマー
- テケ
- ハライ
- バル
- ホラ
- ホロン

### アフリカ
エジプト
- ハッガーラ

### ヨーロッパ
- クレズマー
- コロ（英語版）
- チョチェク
- ベリーダンス

ギリシャ
- カラマティアノス
- コフトス
- シルタキ
- シルトス
- ゼイベキコス
- チフテテリ
- ツァミコス
- ハサピコス
- バロス
- ペントザリ

マケドニア
- オロ
- デドミリデド
- バフチャンスコ
- ティノモリ
- ベラシチコ

ブルガリア
- グランチャルスコ
- クリボ
- コパニッツァ
- セディ･ドンカ
- ダイチョボ
- チェトボルノ
- パイデュシュコ
- ビチャック
- ブチミッシュ
- プラボ
- ラチェニッツァ

クロアチア
- コロー
- リンジョー
- ドゥルメシュ

ルーマニア
- アルネルー
- インヴルティタ
- ジョク
- スィルバ
- デ・ア・ルング
- バトゥタ
- バルタ
- ブリウル
- プルタタ
- ポアルガ
- ホラ
- ルステムー
- スルバ
- チュランデュラ
- ヘテガナ
- カルシャーリ
- ブラショヴェアンカ
- フェデレシュル
- フスル
- ロマヌル
- オフィツェリャスカ

ハンガリー
- ヴェルブンク
- ウグローシュ
- オラーホシュ
- ケットゥーシュ
- コナースターンツ
- コリカーゾー
- ジドーシュ
- シュリュリューエ
- セーケシュ
- チャールダーシュ
- ツェッペル
- ネーヂェシュ
- ハイドゥク
- ハイナリ
- フォルガトーシュ
- ヘイサー
- ボトロー
- ポントゾー
- マヂャロシュ
- ヤーテーク
- ヤルタトーシュ
- レアニータンツ
- レゲーニェシュ

チェコ、スロバキア
- ヴェルブンク
- ソウセツカー
- フリアント
- ポルカ
- マテニーキ

ポーランド
- オベレク
- クヤヴィアク
- クラコヴィアク
- ポロネーズ
- マズルカ

ドイツ、オーストリア
- ウィンナ・ワルツ
- ヴェッラー
- シュープラットラー
- レントラー
- ワルツ

フランス
- ガヴォット
- カドリーユ
- クーラント
- パスピエ
- ファランドール
- ブランル
- ブレー
- ミュゼット
- メヌエット
- リゴドン
- ルール

イタリア
- サルタレロ
- シチリアーナ
- タランテラ
- フォルラーヌ

スペイン、ポルトガル
- エル・カンディーラ
- セギディーリャ
- セビジャーナス
- パッサカリア
- ファンダンゴ
- フォリア
- フラメンコ
- ホタ
- ボレロ

イギリス、アイルランド
- アイリッシュ・ダンス
- エコセーズ
- カントリー・ダンス

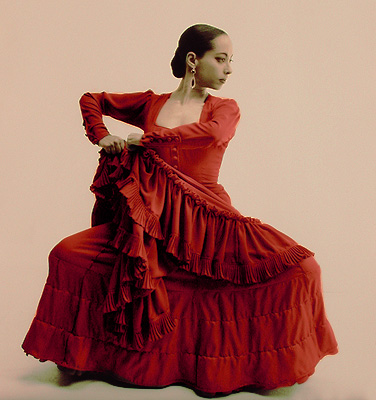
フラメンコダンサー、ベレン・マヤ,（撮影:ジル・ラレイン、彼のスタジオで、2001年）

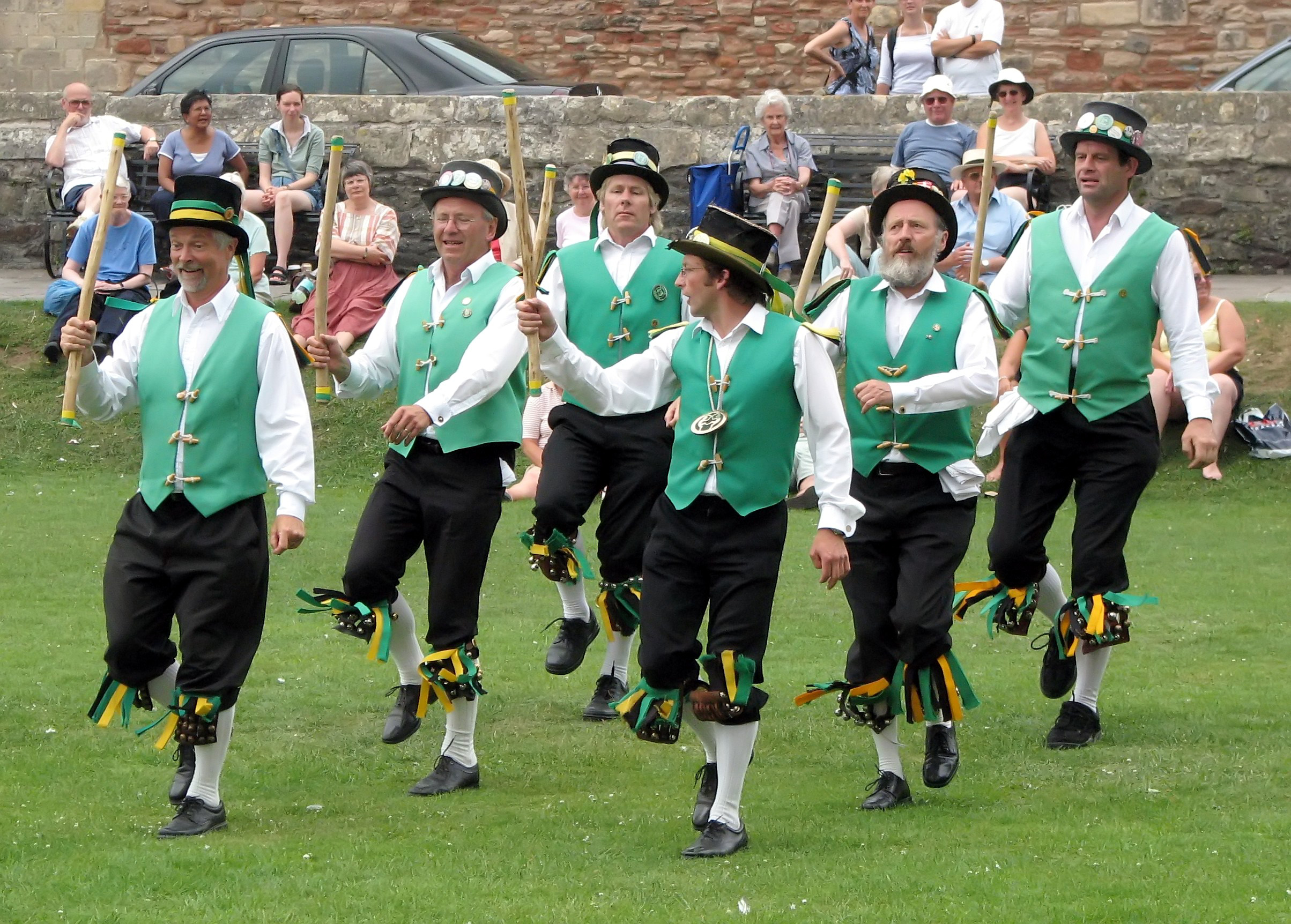
モリスダンス（イングランド）

  - S.C.D（スコティッシュ・カントリー・ダンス）
  - イングリッシュ・カントリー・ダンス
- ジグ
- スリップ・ジグ
- ソードダンス
- ホーンパイプ
- モリスダンス
- リール

スウェーデン、フィンランド
- ヴァルス
- ジェンカ
- ショッティス
- スノア
- ハンボ
- ポルカ
- ポルスカ
- マズルカ

ロシア
- ホパーク

北オセチア
- ホンガ
- シムド

### 北米
アメリカ
- スクウェアダンス
- オクラホマミキサー
- ラウンドダンス

### 中南米
キューバ
- サルサ
- チャチャ
- ハバネラ
- マンボ
- ルンバ

トリニダード
- リンボーダンス

メキシコ
- ラバンバ

アルゼンチン、ボリビア
- アンタワラ
- カポラレス
- カルナバリート
- クエッカ
- クジャクアーダ
- サヤ
- サンバ
- スーリシクーリ
- タンゴ
- ディアブラーダ
- チャカレーラ
- ティンク
- プフリャイ
- モレナーダ
- リャメラダ
- ワイニョ

ブラジル
- サンバ

### オセアニア
ハワイ
- フラ

ニュージーランド
- ハカ